# Transliteracja Wyliego
Transliteracja Wyliego – najczęściej stosowana transliteracja języka tybetańskiego, zaprezentowana przez tybetologa Turrella Wyliego (1927–1984) w 1959. Została przystosowana do klawiatury standardowej maszyny do pisania, dlatego nie wymaga stosowania znaków diakrytycznych.
| ཀ ka  | ཁ kha   | ག ga  | ང nga |
| ཅ ca  | ཆ cha   | ཇ ja  | ཉ nya |
| ཏ ta  | ཐ tha   | ད da  | ན na  |
| པ pa  | ཕ pha   | བ ba  | མ ma  |
| ཙ tsa | ཚ tscha | ཛ dza | ཝ wa  |
| ཞ zha | ཟ za    | འ 'a  | ཡ ya  |
| ར ra  | ལ la    | ཤ sha | ས sa  |
| ཧ ha  | ཨ a     |       |       |

| ཨི i | ཨུ u | ཨེ e | ཨོ o |  |

Przykłady wymowy tych znaków w transkrypcji polskiej przedstawione są w artykule język tybetański.